# (46595) Kita-Kyushu
(46595) Kita-Kyushu est un astéroïde de la ceinture principale.

## Description
(46595) Kita-Kyushu est un astéroïde de la ceinture principale. Il fut découvert le 29 décembre 1992 à Geisei par Tsutomu Seki. Il présente une orbite caractérisée par un demi-grand axe de 2,33 UA, une excentricité de 0,20 et une inclinaison de 2,9° par rapport à l'écliptique.

## Compléments